# Kleingebiet Csepreg
Das Kleingebiet Csepreg (ungarisch Csepregi kistérség) war bis Ende 2012 eine ungarische Verwaltungseinheit (LAU 1) innerhalb des Komitats Vas in Westtransdanubien. Im Zuge der Verwaltungsreform wurde es Anfang 2013 aufgelöst. Die beiden Städte Bük und Csepreg sowie vier weitere Ortschaften (zusammen 7.502 Ew.) gelangten in den Kreis Kőszeg (ungarisch Kőszegi járás), während zehn Ortschaften (zusammen 3.141 Ew.) in den Kreis Sárvár (ungarisch Sárvári járás) kamen.
Ende 2012 lebten auf einer Fläche von 184,86 km² 10.643 Einwohner. Das flächenmäßig kleinste Kleingebiet lag mit einer Bevölkerungsdichte von 58 Einwohnern/km² unter dem Komitatsdurchschnitt.
Der Verwaltungssitz befand sich in der Stadt Csepreg (3.275 Ew.), am bevölkerungsreichsten war jedoch die Stadt Bük (3.454 Ew.). Die 14 restlichen Gemeinden hatten eine durchschnittliche Einwohnerzahl von 280.

## Ortschaften
Das Kleingebiet bestand aus diesen 16 Ortschaften (Städte fett)
| Bő               | Bük       | Chernelházadamonya | Csepreg     | Gór         |
| Iklanberény      | Lócs      | Mesterháza         | Nagygeresd  | Nemesládony |
| Répceszentgyörgy | Sajtoskál | Simaság            | Tompaládony | Tormásliget |
| Tömörd           |           |                    |             |             |

Die Gemeinde Hegyfalu gehörte bis 2007 auch zum Kleingebiet Csepreg, wurde dann jedoch dem Kleingebiet Sárvár zugeordnet.